# Econoline Crush
Econoline Crush is een Canadese rockband uit Vancouver, Brits-Columbia, geformeerd in 1992. Ze hebben vier studioalbums uitgebracht, evenals singles als Wicked, Home, Surefire, All That You Are, Sparkle & Shine, You Don't Know What It's Like , Make It Right en Dirty. Na het uitbrengen van hun derde album Brand New History, nam de band een pauze of werd ontbonden, aangezien zanger Trevor Hurst zijn eigen band Hurst begon. In 2007 kwam de band echter weer bij elkaar en begon in Canada te toeren met Alice Cooper. Ze brachten hun nieuwste album Ignite uit in 2008. Ze bereikten platina met het album The Devil You Know uit 1997 en ontvingen ook twee Juno-nominaties in 1995 en 1998.

## Bezetting

### Huidige leden
- Trevor Hurst (zang)
- Ziggy Sigmund (gitaar, achtergrondzang, 1997-2002, 2010-heden)
- Dayvid Swart (drums, 2017-heden)
- Graham Tuson (gitaar, keyboards, achtergrondzang, 2017-heden)
- Troy Zak (basgitaar, achtergrondzang, 2019-heden)

### Voormalige leden
- Tom Ferris (keyboards, 1994)
- Hack (gitaar, 1994 - 1996)
- Robbie Morfitt (gitaar, 1994-1997, 2010-2014)
- Gregg Leask (drums, 1994-1996)
- Dan Yaremko (basgitaar, 1994-1997, 1998-2002, 2007, 2017-2019)
- Rhys Fulber (keyboards, 1994-1996)
- Mike Tottrup (gitaar, 1995-1996)
- Robert Wagner (drums, 1996-1997)
- Don Binns (basgitaar, 1997)
- Ken Fleming (basgitaar, 1996-1997)

- Thom Christiansen (basgitaar, 1997-1998)
- Nico Quintal (drums, 1997-2001)
- Johnny Haro (drums, 1999-2002)
- Mark Peterson (gitaar, 2001)
- Jay Benison (drums, 2007)
- Dave Heese (gitaar, 2007)
- Mark Gomulinski (basgitaar, 2007)
- Harvey Warren (drums, 2007)
- Brent Fitz (drums, 2008-2009)
- Scott Whalen (basgitaar, 2008-2010)

- Kai Markus (gitaar, 2008-2009)
- Ron Chamberlain (gitaar, 2009-2010)
- Sean McKay (keyboards, 2009)
- Adam Percy (keyboards, 2009)
- Nik Pesut (drums, 2009)
- Greg Williamson (drums, 2010-2017)
- Steve Vincent (basgitaar, 2010-2015)
- Alex Varughese (basgitaar, 2015-2017)
- Kyle Shaw (keyboards, 2016-2017)
- Aaron Skiba (gitaar, 2016-2017)

## Geschiedenis
Econoline Crush werd opgericht in 1992 toen zanger Trevor Hurst vanuit Seattle naar Vancouver verhuisde, nadat hij een door Chris Meyers geplaatste advertentie in de plaatselijke krant The Rocket in Seattle had beantwoord, waarin deze op zoek was naar een zanger. Tom Ferris (voorheen bekend van de band Moev) en Meyers hadden geadverteerd en waren op zoek naar een zanger voordat Hurst contact opnam met Meyers uit Seattle. Tom Ferris, Chris Meyers en Hurst begonnen met het schrijven van demo's en kort daarna kreeg Econoline Crush veelvuldig airplay en aandacht van fans en muziekindustrie. De band bracht in 1993 een demo-ep uit. Kort daarna voegde drummer Gregg Leask zich bij de band om live drums in de plooi te brengen en gitarist Hack had zich ook aangesloten. Aan het einde van het jaar hadden Ferris (die songwriting credits had op de volgende twee publicaties) en Meyers de band verlaten en Econoline Crush tekende een platencontract bij EMI Music Canada, na in totaal slechts 26 shows te hebben gespeeld.. Op dit moment waren gitarist Robbie Morfitt, gitarist Hack, bassist Dan Yaremko en drummer Gregg Leask bij de band gekomen. In 1994 bracht de band hun eerste ep Purge uit met producent Dale Penner (later bekend van Nickelback) en toetsenist/programmeur Rhys Fulber. Het album leverde hen een nominatie op voor een Juno Award in Canada. Een jaar later volgden ze het met het volledige album Affliction, zonder gitarist Hack. Dit album is geproduceerd door Fulber en ze volgden het met een uitgebreide Canadese tournee. Ze toerden ook drie keer door Europa, met The Young Gods, Die Krupps en Waltari, met als hoogtepunt een optreden op het POP KOMM-festival in Keulen, Duitsland met Filter.
In 1996 tekende de band bij de managementgroep Bruce Allen Talent en begon ze op te nemen in Sound City met producent Sylvia Massy, die had gewerkt met Prince, Red Hot Chili Peppers en Tool. Een jaar later brachten ze The Devil You Know uit. Ze gingen op tournee met Kiss, Foo Fighters, Green Day, The Tea Party en andere bands. Het album werd in 1998 uitgebracht in de Verenigde Staten bij Restless Records en ze gingen opnieuw op tournee met onder meer Kiss, Stabbing Westward en God Lives Underwater. Tijdens de opname van het album en nadat het was uitgebracht, was de bezetting meerdere keren veranderd. Bassist Yaremko verliet de band tijdens de opname en voegde zich daarna laat in de tourneecyclus weer terug (met Don Binns, Ken Fleming en vervolgens Thom Christiansen) en drummer Robert Wagner verving Leask (alleen om zichzelf te vervangen door Nico Quintal en vervolgens Johnny Haro tijdens de rondleidingen). Ook zat gitarist Morfitt kort in de band naast nieuwe gitarist Ziggy Sigmund, maar Morfitt vertrok toen het album werd uitgebracht. Sommige nummers van de band verschenen tijdens tv-shows, waaronder Melrose Place, Psi Factor en ESPN. Daarnaast bevatte de Sony PlayStation-game Sled Storm uit 1999 mixversies van de nummers Sparkle and Shine, Nowhere Now en Surefire. De band ontving hun tweede Juno-nominatie in 1998 en trad live op tijdens de Juno-ceremonie op televisie. Het album ontving ook gouden en platina awards.
De band ging naar Californië om aan hun volgende album te werken met de producenten John Travis, Bob Rock en DJ Swamp, waaronder samenwerking met Chris Vrenna (voorheen van Nine Inch Nails) en Paul Raven (Killing Joke, Prong en Ministry). In 1999 werd het nummer You Don't Know What It's Like als single uitgebracht en werd het opgenomen op Muchmusic's Big Shiny Tunes 4. In 2001 bracht de band Brand New History uit voor gemengde beoordelingen, ondanks enig gematigd commercieel succes. De bezetting werd geconsolideerd met Hurst, Yaremko, Sigmund en Haro, samen met tweede gitarist Mark Peterson, laat in de tourneecyclus. Het album bevatte de singles You Don't Know What It's Like en Make It Right. Het onthaal van hun laatste album zorgde ervoor dat de band ontbond en elk van de leden besteedde tijd aan andere projecten. Gedurende deze tijd begon frontman Trevor Hurst samen met Collective Soul-gitarist Ross Childress aan de eigen band Hurst te werken.
In 2007 werd Econoline Crush opnieuw geformeerd om sparodische eenmalige shows te spelen, hoewel alleen Hurst en Yaremko van de vorige bezetting bleven. Nadien kondigde Hurst op zijn Myspace-pagina aan dat hij aan een nieuw Econoline Crush-album werkte, terwijl de band met Hinder begon te toeren. De nieuwe bezetting van de band was drummer Brent Fitz, bassist Scott Whalen, gitarist Kai Markus en Hurst. Hurst en Markus (die had gewerkt met Noise Therapy en Methods of Mayhem) schreven samen de nummers voor het nieuwe album, dat werd opgenomen in de Radiostar Studios in Californië. Het album Ignite werd uitgebracht op 15 januari 2008. Kort daarna ging de band op tournee met Three Days Grace en Seether. In augustus 2008 gingen ze weer op tournee met 3 Doors Down, Staind en Hinder, gevolgd door een tournee met Alice Cooper in september en oktober 2008. In 2009 speelde de band op festivals in heel Canada, waaronder het Halifax Rocks Festival met Kiss op 18 juli.
In april 2010 werd aangekondigd dat zowel Robert Morfitt als Ziggy Sigmund weer gitaar speelden. De band begon aan een zomertournee in 2010, vergezeld van drummer Greg Williamson en bassist Steve Vincent van Tupelo Honey in Alberta. EMI Music bracht vervolgens Surefire: The Best of Econoline Crush uit op 21 december 2010. De band bracht hun ep The People Have Spoken, Vol. 1 uit op 8 april 2011. Op zondag 17 september 2017 trad Hurst op tijdens Calgary's vijfde jaarlijkse Rally for Recovery Day, terwijl hij ook zijn verhaal over verslaving en herstel vertelde. Dit was de 3e show van een weekendrun waarin drummer Dayvid Swart en gitarist (en de live-mixing-engineer van 2011 van de band) Graham Tuson werden geïntroduceerd. De oorspronkelijke bassist Dan Yaremko voegde zich ook kort weer bij de band en werd uiteindelijk vervangen door Troy Zak in 2019. In een Facebook-bericht op 5 augustus 2019 kondigde de band aan dat er binnenkort nieuwe muziek zou verschijnen en deelde een trailer voor een documentaire over Trevor Hurst's werk als geregistreerde verpleger, getiteld Flatlander.

## Discografie

### Singles
- 1995:	Nowhere Now
- 1996:	Close
- 1997:	Home
- 1997: All That You Are (x3)
- 1998:	Sparkle & Shine
- 1998: Surefire (Never Enough)
- 2000:	You Don't Know What It's Like
- 2001:	Make It Right
- 2008: Dirty
- 2008: Get Out of the Way

### Ep's
- 1994:	Purge
- 2011:	The People Have Spoken Vol. 1

### Studioalbums
- 1996:	Affliction
- 1997:	The Devil You Know
- 2001:	Brand New History
- 2008:	Ignite

### Compilaties
- 2010:	Surefire: The Best of Econoline Crush